# براینفورد
براینفورد (به انگلیسی: Brynford) یک منطقهٔ مسکونی در بریتانیا است که در فلینتشر واقع شده‌است. براینفورد ۱٬۰۵۹ نفر جمعیت دارد.